# Silhouettes
Silhouettes – trzeci album studyjny holenderskiej grupy muzycznej Textures.

## Lista utworów
1. "Old Days Born Anew" – 5:37
2. "The Sun's Architect" – 5:16
3. "Awake" – 4:14
4. "Laments of an Icarus" – 4:12
5. "One Eye for a Thousand" – 6:14
6. "State of Disobedience" – 4:10
7. "Storm Warning" – 5:46
8. "Messengers" – 5:09
9. "To Erase a Lifetime" – 6:53

## Twórcy
- Eric Kalsbeek – śpiew
- Jochem Jacobs – gitara
- Bart Hennephof – gitara
- Remko Tielemans – gitara basowa
- Stef Broks – perkusja
- Richard Rietdijk – keyboard